# Paul Nurse
Sir. Paul Maxime Nurse (Norwich, 25 de enero de 1949) es un bioquímico británico, ganador del Premio Nobel de Fisiología o Medicina del 2001, conjuntamente con Leland H. Hartwell y R. Timothy Hunt, por sus descubrimientos relativos al papel de las ciclinas y las quinasas dependientes de ciclinas en el ciclo celular.
Nació en Norwich y creció en Wembley, en el noroeste de Londres, y se educó en la Grammar school del Condado de Harrow. En 1970, se licenció por la Universidad de Birmingham, y en 1973 obtuvo su doctorado en la Universidad de East Anglia. Como resultado de un trabajo empezado en 1976, identificó el gen cdc2 en la levadura Schizosaccharomyces pombe. Este gen controla la progresión del ciclo celular de la fase G1 a la fase S, así como la transición entre las fases G2 y M (mitosis). En 1987, logró identificar el homólogo humano de cdc2, llamado CDK1, que codifica una quinasa dependiente de ciclinas.[cita requerida]
En 1984, se incorporó al Imperial Cancer Research Fund (ICRF), donde trabajó hasta 1988, cuando pasó a dirigir el Departamento de Microbiología de la Universidad de Oxford.[cita requerida]
Tras su estancia en Oxford, volvió en 1993 al ICRF, esta vez como director de investigación, y en 1996 fue ascendido al puesto de director general (el ICRF pasó a llamarse Cancer Research UK en el 2002).[cita requerida]
En el 2003, lo eligieron presidente (2003-2011) de la Universidad Rockefeller de Nueva York, donde continúan hasta hoy sus investigaciones sobre el ciclo celular de la levadura de fisión (Schizosaccharomyces pombe).
Además del Premio Nobel, ha recibido numerosas distinciones y honores. En 1989, fue nombrado miembro de la Royal Society de Inglaterra, de la cual recibió además en 1995 la Royal Medal (Medalla Real). Ese mismo año fue elegido como asociado externo de la Academia Nacional de Ciencias de los Estados Unidos.
En 1998, le fue otorgado el Premio Lasker de Investigación Médica Básica. En 1999, fue nombrado Caballero de la Corona británica y en el 2002 se le concedió la Legión de Honor de Francia.[cita requerida]
En el 2005, recibió asimismo la Medalla Copley. En abril del 2006, fue elegido como miembro honorario extranjero de la Academia Norteamericana de Artes y Ciencias. En el 2010, fue elegido presidente de la Royal Society.[cita requerida]
El 21 de octubre del 2011, recibió el Premio Príncipe de Asturias de comunicación y humanidades dado  a la Real Sociedad como su presidente, acompañado de la directora de dicha organización, de manos de Felipe de Borbón, Príncipe de Asturias.
El 2 de octubre del 2013 fue galardonado como ganador del Premio Mundial de Ciencias Albert Einstein, conferido por el Consejo Cultural Mundial.